# Л.О.М.О.
Л.О.М.О. — российско-казахстанская музыкальная группа, образованная в 1995 году в Усть-Каменогорске (Казахстан). Изначально коллектив носил название «Маниакальная Депрессия». Музыка группы сочетает в себе элементы альтернативного рока, поп-рока, электроники, этники и индастриала. После переезда в Москву в 1999 году и периода активной деятельности, включая ротацию на «Наше радио» и участие в фестивале «Нашествие», группа приостановила деятельность в 2006 году. Коллектив возобновил работу в 2018 году.

## История

### 1995—1999: Основание и ранние годы
Группа была основана весной 1995 года в Усть-Каменогорске Юрием Адамовичем (ударные), Юрием Рябушко (гитара) и Дмитрием Балябиным (бас-гитара). Первым вокалистом стал Евгений Ланге, предложивший название «Маниакальная Депрессия», взятое из статьи о группе Guns N’ Roses. После ухода Ланге осенью 1995 года к группе присоединился вокалист и гитарист Сергей Ломоносов (Колебаев). Датой основания группы музыканты считают 22 сентября 1995 года — день первой репетиции в этом составе.
В последующие три года «Маниакальная Депрессия» активно развивалась: записывала песни, ротировавшиеся на местных радиостанциях, регулярно давала концерты и выступала на фестивалях. В 1999 году группа приняла участие в выездном фестивале «Учитесь плавать» на Алтае, организованном московской компанией FeeLee Promotion, где выступила на одной сцене с группами «Ва-Банкъ» и «Tequilajazzz». Получив положительные отзывы, музыканты приняли решение переехать в Москву, что и произошло 25 октября 1999 года.

### 1999—2003: Переезд в Москву и становление
После переезда в Москву группа столкнулась с бытовыми и финансовыми трудностями. Вскоре из-за семейных обстоятельств коллектив покинул Дмитрий Балябин. Оставшиеся участники — Сергей Ломоносов, Юрий Адамович и Юрий Рябушко — продолжили работу над музыкальным материалом. В 2000—2002 годах они собрали домашнюю студию и записали несколько демо-альбомов.
В 2002 году, благодаря знакомству с Максом Любимовым (участником группы I.F.K.) на фестивале «Учитесь плавать», песня «До утра» попала в эфир «Нашего радио» и вошла в сборник «Нашествие. Шаг 12». В том же году на отборочном туре фестиваля «Sprite. Жажда успеха» музыканты познакомились с креативным директором «Нашего радио» Андреем Клюкиным, который впоследствии стал директором группы. В 2003 году «Маниакальная Депрессия» впервые выступила на фестивале «Нашествие», который из-за теракта на фестивале «Крылья» проходил в закрытом режиме в студии «Нашего радио». В этот же период группа приступила к записи своего первого студийного альбома.

### 2004—2006: Альбом «Махаон» и пик активности
В 2004 году, перед выходом дебютного альбома, группа сменила название на «Л.О.М.О.». Точки в названии были добавлены, чтобы избежать ассоциаций с Ленинградским оптико-механическим объединением (ЛОМО). Весной 2004 года фирма грамзаписи «Никитин» выпустила альбом «Махаон». Альбом получил положительные отзывы критиков. Несколько песен с альбома активно ротировались на радиостанциях, а также использовались в саундтреках к фильмам и компьютерным играм. В частности, ремикс песни «Что будет дальше» вошёл в саундтрек к фильму «Азирис Нуна».
При поддержке «Нашего радио» с 2003 по 2006 год группа активно гастролировала, участвовала в крупных российских фестивалях, таких как «Нашествие» (2004, 2005, 2006), «Наши в Городе» (Санкт-Петербург) и «Старый Новый Рок» (Екатеринбург). В 2005 году вышел альбом ремиксов «Махаомикс», включавший новый сингл «Океан».
К 2006 году у группы накопился материал для второго альбома, часть которого была записана. Однако из-за внутренних разногласий и занятости участников в параллельных проектах Юрий Адамович покинул коллектив. Свой последний на тот момент концерт Л.О.М.О. отыграли на «Нашествии-2006» с сессионным барабанщиком, после чего было объявлено о творческом отпуске.

### 2006—2017: Период затишья
В 2011 году была предпринята попытка воссоединения коллектива для записи материала, накопленного к 2006 году. Основную работу по созданию этой записи взял на себя Сергей Ломоносов с привлечением сессионных музыкантов. В 2012 году альбом под названием «Человек-Амфибия» был выложен в свободный доступ в интернете без официального релиза.

### 2017 — настоящее время: Воссоединение и «Океанариум»
Летом 2017 года участники основного состава группы встретились и приняли решение о возобновлении совместной деятельности. В 2018 году коллектив приступил к работе над новым материалом в собственной студии. Продюсированием альбома занялся Юрий Рябушко. В августе 2018 года для реализации творческих замыслов к группе присоединилась вокалистка и клавишница София Мишарина, выпускница Академии им. Гнесиных.
Новый студийный альбом группы «Океанариум», состоящий из 11 композиций, вышел 20 мая 2019 года. Презентация альбома и первое выступление группы после возвращения состоялись 28 июня 2019 года на главной сцене фестиваля «Дикая Мята».

## Музыкальный стиль
Музыку «Л.О.М.О.» относят к альтернативному року и поп-року. Критики отмечали схожесть звучания группы с творчеством музыканта Дельфина и группы «Tequilajazzz». Характерной чертой саунда «Л.О.М.О.» периода альбома «Махаон» являлось гитарное звучание, дополненное скретчем и партиями трубы. Сами музыканты описывают свой стиль как поп-рок с элементами электроники, этники и индастриала.

## Состав

### Текущий состав
- Сергей «Ломоносов» Колебаев — вокал, гитара (с 1995)
- Юрий «Povar» Рябушко — гитара, бас-гитара, клавишные (с 1995)
- Юрий «Юга» Адамович — ударные, синтезаторы (1995—2006, с 2018)
- София Мишарина — вокал, клавишные (с 2018)
- Артём Гузанов — гитара, бас-гитара (с 2023)[2]

### Бывшие участники
- Евгений Ланге — вокал (1995)[2]
- Дмитрий Балябин — бас-гитара (1995—1999)[2]
- Сергей «Mastaf» Чик — саунд-продюсер, гитара (2004—2005)
- Владимир «Вовер» Цветков — гитара (2006)
- Александр Оспанов — клавишные (2006)
- Александр Пенкин — ударные (2006)
- Александр Матыцын — бас-гитара (2011)
- Вячеслав Емец — ударные (2011)
- Алексей Юшкевич — гитара (2011)

## Дискография

### Студийные альбомы
- 2004 — «Махаон» (фирма грамзаписи «Никитин»)
- 2019 — «Океанариум»[6][7]

### Альбомы ремиксов
- 2005 — «Махаомикс» (фирма грамзаписи «Никитин»)

### Неофициальные релизы
- 2012 — «Человек-Амфибия» (интернет-релиз)[2]

### Синглы
- 2005 — «Океан» (в составе альбома «Махаомикс»)[2]
- 2020 — «Посмотри назад»[9]